# Степаненко Віктор Миколайович
Віктор Миколайович Степаненко (2 вересня 1940, Горлівка, Донецька область, Українська РСР — 4 березня 1999, Київ, Україна) — радянський і український актор.

## Життєпис
Народився в родині робітника. Закінчив акторський факультет Київського державного інституту театрального мистецтва ім. І.Карпенка-Карого (1965). З 1965 р. був актором Київської кіностудії ім. О. П. Довженка.
Був членом Національної Спілки кінематографістів України.

## Фільмографія
- «Анетта» (1966, молодий),
- «Анничка» (1968, Віктор, радянський полоненик)
- «Бур'ян» (1966, Данило)
- «30 хвилин мовчання» (Дмитро)
- «Вогонь» (Матюха)
- «Біле коло» (вартовий)
- «Товариш бригада» (1973, Андреїч)
- «Щовечора після роботи» (1973, учень)
- «Важкі поверхи» (Косов)
- «Ви Петька не бачили?» (Сахно)
- «Там вдалині, за рікою» (Остап)
- «Не плач, дівчино» (Гречуха)
- «Тачанка з півдня» (Сірий)
- «Люди на землі» (Дмитро)
- «Алтунін приймає рішення» (Сухарєв)
- «Віщує перемогу» (Зайко)
- «Бунтівний „Оріон“» (1983. Зуйков)
- «Під свист куль» (отець Костянтин)
- «Відьма» (1990, Кум)
- «Ніагара» (1991)

та в епізодах картин:
- «Здрастуй, Гнате!» (1962)
- «Лушка» (1964)
- «Гадюка» (1965)
- «До уваги громадян та організацій» (1965)
- «На самоті з ніччю» (1966)
- «Де ви, лицарі?» (1971)
- «Потяг у далекий серпень» (1971, капітан Комар)
- «Тут нам жити» (1972)
- «В бій ідуть одні „старики“» (1973)
- «Народжена революцією» (1974)
- «Хвилі Чорного моря» (1975)
- «Климко» (1983)
- «Три гільзи від англійського карабіна» (1983)
- «Козаки йдуть» (1991)
- «Цвітіння кульбаби» (1992)
- «Господи, прости нас грішних» (1992)
- «У пошуках мільйонерки»
- «Золоте курча» (1993)
- «Острів любові» (1995)
- «Страчені світанки» (1995)
- «Кайдашева сім'я» (1996)
- «Роксолана» (1996)
- «Дружина халіфа»

а також на телебаченні НДР у стрічках:
- «Наш час — ноль»
- «Жар сонця» (Григорій)
- «Валізковий настрій» (Олег) та ін.